# Mała Synagoga we Włodawie

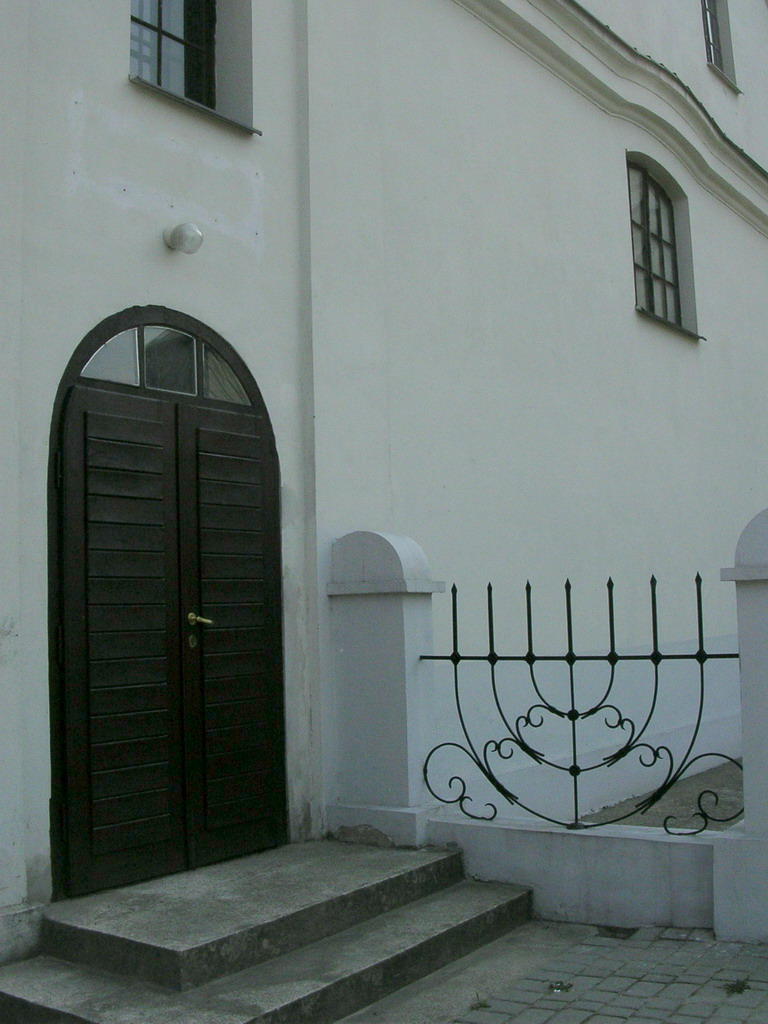
Wejście do synagogi

Mała Synagoga we Włodawie, zwana również Nową – synagoga znajdująca się we Włodawie, przy ulicy Czerwonego Krzyża 7. Usytuowana na północ od Wielkiej Synagogi.
Synagoga wraz z dwoma innymi, sąsiadującymi ze sobą, bardzo dobrze zachowanymi synagogami, tworzy unikatowy jak na te tereny zespół synagogalny.

## Historia
Synagoga została zbudowana w drugiej połowie XVIII wieku, a pierwsza wzmianka o niej pochodzi z lat 1782–1786. Pełniła funkcje dodatkowej bożnicy oraz szkoły talmudycznej. Podczas I wojny światowej (na przełomie 1914 i 1915 roku) synagoga została uszkodzona w wyniku działań wojennych.
W latach 1915–1916, dzięki staraniom ówczesnego burmistrza Włodawy, Lajbla Lichtenberga, przeprowadzono gruntowny remont synagogi. W tym czasie wymieniono również okna na zupełnie nowe i o nowym kształcie. W latach 30. XX wieku w głównej sali modlitewnej ukończono malowanie polichromii.
Podczas II wojny światowej hitlerowcy zdewastowali synagogę, a następnie urządzili w niej magazyn wojskowy oraz sklep. Zniszczono lub wywieziono całe wyposażenie ruchome oraz wyburzono bimę.
Po zakończeniu wojny budynek synagogi był wykorzystywany jako sala kinowa, następnie jako magazyn Gminnej Spółdzielni. W 1983 roku synagogę przejęło Muzeum Pojezierza Łęczyńsko-Włodawskiego (obecnie Muzeum – Zespół Synagogalny we Włodawie), które natychmiast rozpoczęło prace remontowe i konserwatorskie, mające na celu przywrócenie synagodze oryginalnego wyglądu oraz dostosowanie jej do celów muzealnych. Prace, ze względu na częste braki funduszy, trwały aż do 1998 roku.
W 1999 roku uroczyście otwarto synagogę, a w babińcu urządzono stałą wystawę etnograficzną pt. Chłopskie pielgrzymowanie. Główna sala modlitewna służy do wystaw czasowych.

## Architektura
Murowany, otynkowany i orientowany budynek synagogi wzniesiono na planie prostokąta o wymiarach 22,3 na 14,8 metrów, w stylu klasycystycznym. We wschodniej części znajduje się kwadratowa główna sala modlitewna, zaś w zachodniej części przedsionek. Nad nim, na piętrze, znajduje się babiniec, oddzielony od sali męskiej gęstą tralkową balustradą z drewna. Budynek nie jest podpiwniczony. Elewacje rozczłonkowane są pilastrami.
Do głównej sali modlitewnej prowadzą dwa wejścia: od strony północnej i – przez przedsionek – od strony zachodniej. W sali męskiej na wszystkich ścianach zachowały się barwne polichromie oraz freski. Zostały one ukończone w latach 30. XX wieku. Przedstawiają one instrumenty muzyczne, zwierzęta, fryz ze znakami zodiaku obiegający w części szczytowej ściany: południową, wschodnią i północną oraz tablice z tekstami, m.in. modlitw Al ha-kol jitgadol, Modim dirabanam, Al ha-rachamim i Binesua ha-aron oraz Psalmów: 24, 111, 112.

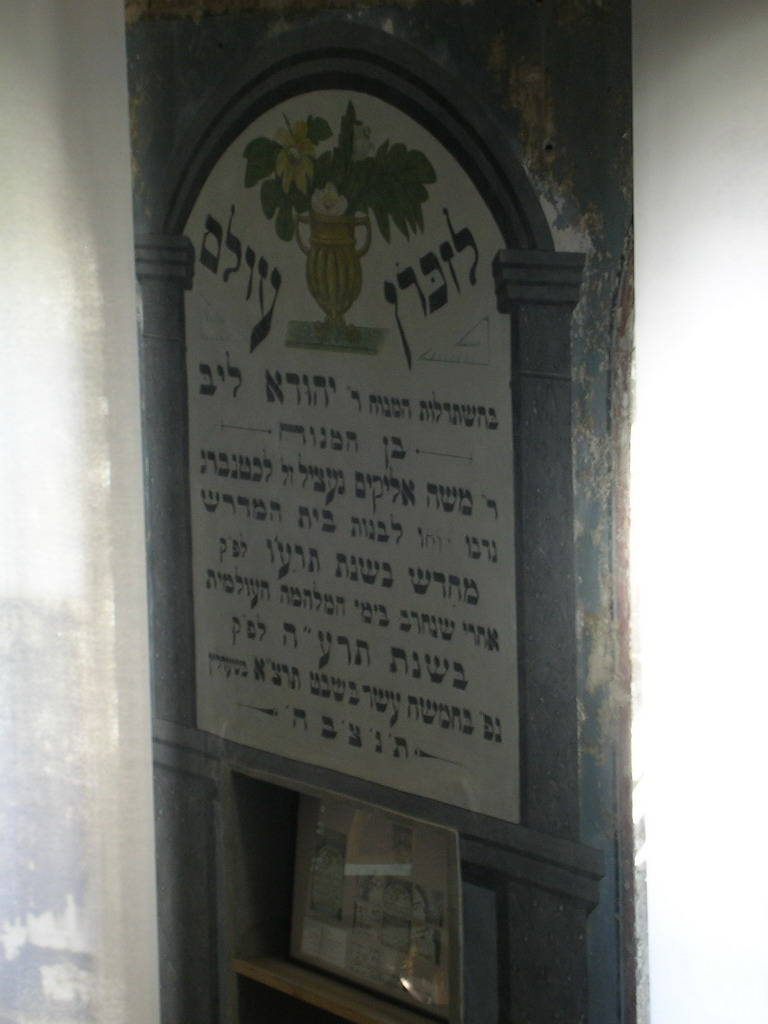
Inskrypcja fundacyjna

Na ścianie południowej znajduje się inskrypcja fundacyjna o treści: „Na wieczną pamiątkę trudów zmarłego pana Jehudy Lejba, syna zmarłego pana Mosze Elijahima Gecela, błogosławionej pamięci Lichtenberga; jego ofiarności za wybudowanie domu studiów od nowa w roku 676 po zniszczeniach wojny światowej w roku 675. Zmarł 15 szwat 691 w Siedlcach”.
Na ścianie wschodniej zachowała się również wnęka po aron ha-kodesz oraz drewniane obramowania wykonanych w ścianach szafek. We wnętrzu aron ha-kodesz zachowała się nieeksponowana dziś belka z tekstem: „Pamięci duszy Pani Mendli Racheli od jej męża Chaima Szlomy syna Isera ha-Lewiego”. Całe wnętrze jest oświetlone wysokimi, półokrągle zakończonymi oknami.